# Лейбюк, Роман Васильевич
Роман Васильевич Лейбюк (укр. Роман Васильович Лейбюк; род. 1977) — украинский лыжник; Мастер спорта Украины международного класса, участник трёх Олимпийских игр, чемпион Универсиады. Специализировался в дистанционных гонках.

## Биография
Родился 16 января 1977а в Яремче Ивано-Франковской области Украинской ССР.
Начал заниматься лыжными гонками в 6 лет, когда родители подарили ему на день рождения лыжи. Продолжил занятия в школе, где его тренером был Евгений Муший. Затем тренировался у Галины Глазко и Галины Елисеевой.
Окончил Ивано-франковский колледж физического воспитания и Национальный университет физического воспитания и спорта Украины. 

## Спортивные достижения
В Кубке мира Лейбюк дебютировал в декабре 1998 года, в декабре 2002 года первый раз попал в десятку лучших на этапе Кубка мира, в эстафете. Всего на сегодняшний момент имеет 3 попадания в тридцатку лучших на этапах Кубка мира, 2 в личных и 1 командных гонках. Лучшим достижением Лейбюка в общем итоговом зачёте Кубка мира является 60-е место в сезоне 2003-2004.
На Олимпиаде-2002 в Солт-Лейк-Сити, показал следующие результаты: 30 км коньком — 50-е место, 15 км классикой — 32-е место, гонка преследования 10+10 км — 11-е место, спринт — 44-е место, 50 км классикой — 22-е место.
На Олимпиаде-2006 в Турине, стал 49-м в дуатлоне 15+15 км, 17-м в гонке на 15 км классикой и 14-м в эстафете.
На Олимпиаде-2010 в Ванкувере, стартовал в трёх гонках: 15 км коньком — 61-е место, дуатлон 15+15 км — 41-е место, масс-старт на 50 км — 42-е место.
За свою карьеру принимал участие в семи чемпионатах мира, лучший результат 14-е место в эстафете на чемпионате-2003 в итальянском Валь-ди-Фьемме, а в личных гонках 16-е место в гонке на 15 км классикой на том же чемпионате.
Использует лыжи производства фирмы Fischer, ботинки и крепления Salomon.